# 王善 (元)
王 善（おう ぜん、1183年 - 1243年）は、金朝末期からモンゴル帝国初期にかけて活躍した人物。字は子善。真定府藁城県の出身。

## 概要
孝行で知られた王増の息子であった。王善は声は鐘のように鳴り響き、知略に長け、騎射を得意とする人物として知られていた。金末、モンゴルの侵攻を受けて金朝が黄河以南の開封に遷都すると、華北各地は荒廃して食料不足に陥り、王善も食料の確保に苦しみつつ母を支えていた。1215年（乙亥）に入ると各地で群盗が起こり、治安悪化を苦慮した住民たちは王善を長に推戴し、王善が法を整備し守備体制の強化に努めたことによって群盗は近寄ることができなくなったという。
1218年（戊寅）には権中山府治中となったが、当時真定一帯を支配していた武仙が王善の威名を疎み、知府の李済・府判の郭安らに王善を排除するよう命じた。1219年（己卯）秋、李済・郭安らは兵を伏せた上で王善を呼び出したが、王善は陰謀を察知して逃れ、80人の配下を集めて李済・郭安らを殺害した。その後、王善は自らの配下の者たちに累が及ばないよう、自らの首を武仙に差し出すと良いと呼びかけた。しかし配下の者たちは王善が犠牲となることを許せないと反対したため、遂に王善と配下の者たちはモンゴルに降って元のまま知中山府事の地位を承認された。同年冬、王善は300の兵を率いて武仙を攻め、武仙の側は精鋭の兵2000を派遣してこれを迎え撃った。しかし、王善は敵将を斬ることで勝利し、これを知った武仙は配下の将に城を任せて自らは逃げ出した。王善は武仙の本拠地を攻略してこの地を拠点とし、王善の活躍によって中山以南の州郡42が投降するに至ったという。
1220年（庚辰）には中山真定等路招討使の地位に移り、ついで右副元帥・驃騎大将軍の称号を授けられて藁城に駐屯した。1222年（壬午）に藁城は匡国軍に昇格となり、1223年（癸未）には金吾衛大将軍・左副元帥の地位に進んだ。この頃、武仙は窮迫して遂にモンゴルに降り、モンゴルは他の漢人世侯同様に投降時の地位をそのまま保証した。しかし、王善は「武仙は豺狼のように野心を抱いており、最後には裏切るでしょう。城壁を補修してこれに備えることを請います」と進言し、果たして武仙はモンゴルから寝返って王善を攻めた。戦火は城の西門まで及んだが、王善の奮戦により武仙軍は撃退された。武仙はその部下の宋元とともに捕虜とした人々を率いて南に退却したが、王善は追撃して捕虜たちを取り戻した。武仙はこれ以後真定地方を奪還しようとすることはなく、その部下たちも多くがモンゴルに降った。以上の功績により、1226年（丙戌）には金虎符を与えられて行帥府事とされている。
1232年（壬辰）からは第2代皇帝オゴデイの金朝親征（第二次金朝侵攻）に加わり、王善率いる部隊は鄭州に至った。鄭州を守る馬伯堅は王善の威名を知っていたため、陣に登って大声で王善に「城の王元帥は軍中にいるや否や?願わくば城を以て降りたい」と呼びかけた。王善はその時すぐ近くにいたため、ただちに冑を外して馬伯堅と語らい、遂に鄭州を降らせた。王善は軍中に厳しく命じて略奪を取り締まったため、民は安堵し、王善に従って黄河以北に移住しようとする者が多くあらわれた。王善はこれらの人々を受け容れ、田地を配分して暮らしを安定させている。
1236年（丙申）には河北西路兵馬副都総管の地位を兼ねるようになり、1241年（辛丑）には知中山府事の地位を授かった。その後も苛斂誅求を禁じる統治で民から慕われたが、1243年（癸卯）に61歳にして亡くなった。息子には南宋との戦いで戦死した王慶淵、王慶端らがいた。